# Дегучяй
Дегучяй (лит. Degučiai, ранее рус. Дегуце) — деревня в Зарасайском районе Утенского уезда Литвы. Центр Дегучяйского староства.
В деревне присутствует часовня, 2 костла староверов, почтовое отделение (LT-32010), картинная галерея, пожарная станция.

## Архитектура
- Старое почтовое отделение, является архитектурным памятником;
- В 1928 году в деревне был построен памятник Независимости, в 1958 году памятник был снесён, но в 1990 году — восстановлен.

## География
На юго-западе деревни находится озеро Саманис. Недалеко от озера находится Дегуччяское городище и кладбище. На южной окраине села — лес Гражуте. В лесу растут «сосны-сёстры» (памятник природы).

## История
Впервые в первичных источниках деревня упоминалась в 1669 году. В 1755—1841 годах в деревне был старинный монастырь.
В 1920 году тут была построена начальная школа, в 1949 — прогимназия, с 1949 по 1968 год в данном населённом пункте преподавали русский язык.
В 1925 году тут была построена часовня, вместо которой после 1946 года советское правительство основало Дом культуры, но в 1992 году Дом культуры вновь превратился в часовню.
11 сентября 2007 года был утверждён герб деревни Дегучяй.

### Происхождение названия
Точное происхождение названия деревни не установлено. Существуют 3 основных версии:
- название происходит от литовской фамилии Дегутис во множественном числе;
- от бывшего завода дёгтя, который находился здесь;
- из-за бушевавшего здесь сильного пожара, в результате которого сгорело множество домов.

## Население
| 1865*                          | 1902 | 1923 | 1959 | 1970 | 1975 |
| ------------------------------ | ---- | ---- | ---- | ---- | ---- |
| 276                            | 281  | 278  | 317  | 277  | 277  |
| 1979                           | 1985 | 1989 | 2001 | 2011 | -    |
| 301                            | 319  | 392  | 324  | 265  | -    |
| Гистограмма динамики населения |      |      |      |      |      |

## Известные жители
- Казис Пашис;
- Винцас Лимин;
- Диана Булавиене.

## Галерея

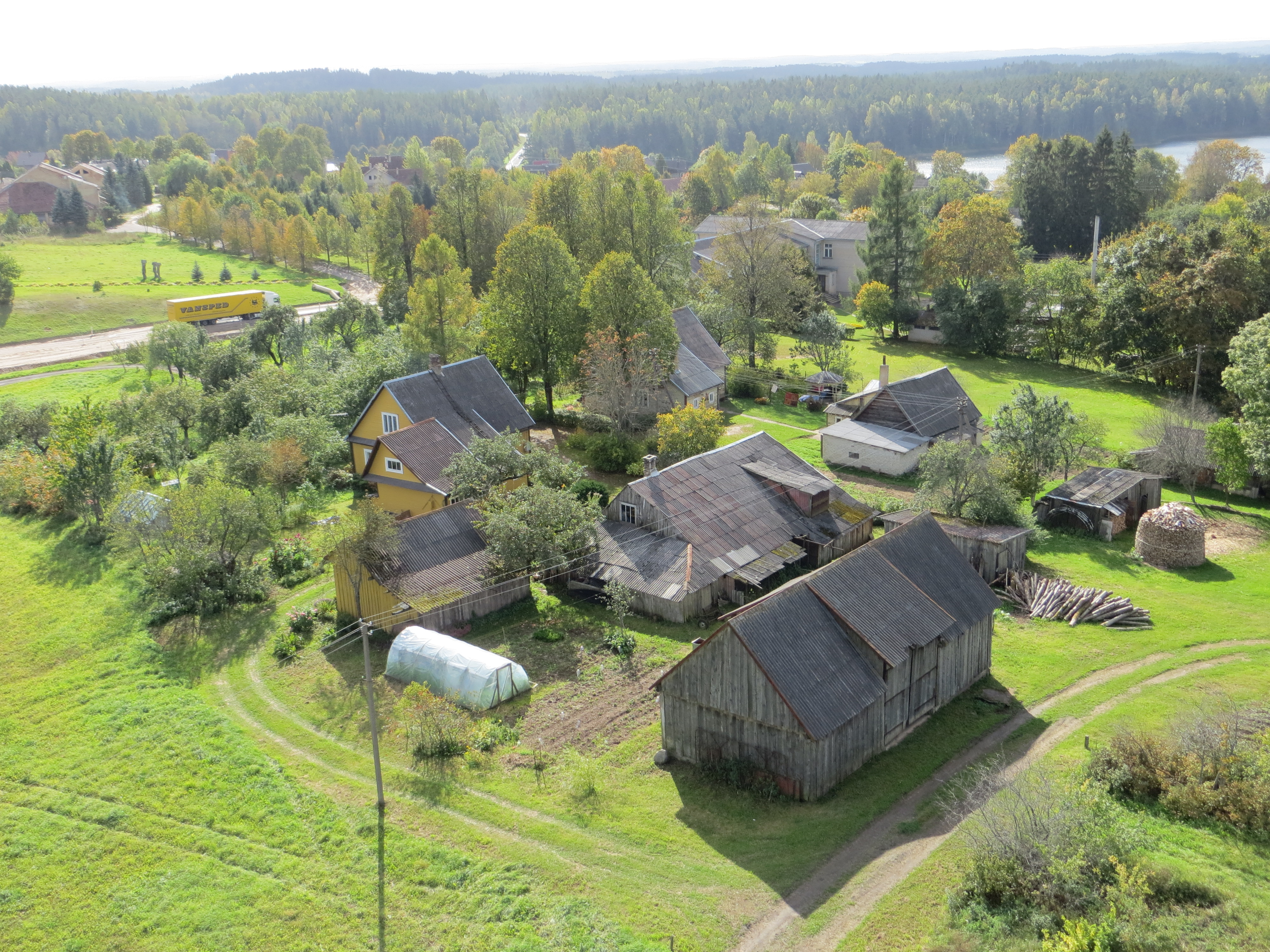
Дегучяй с высоты
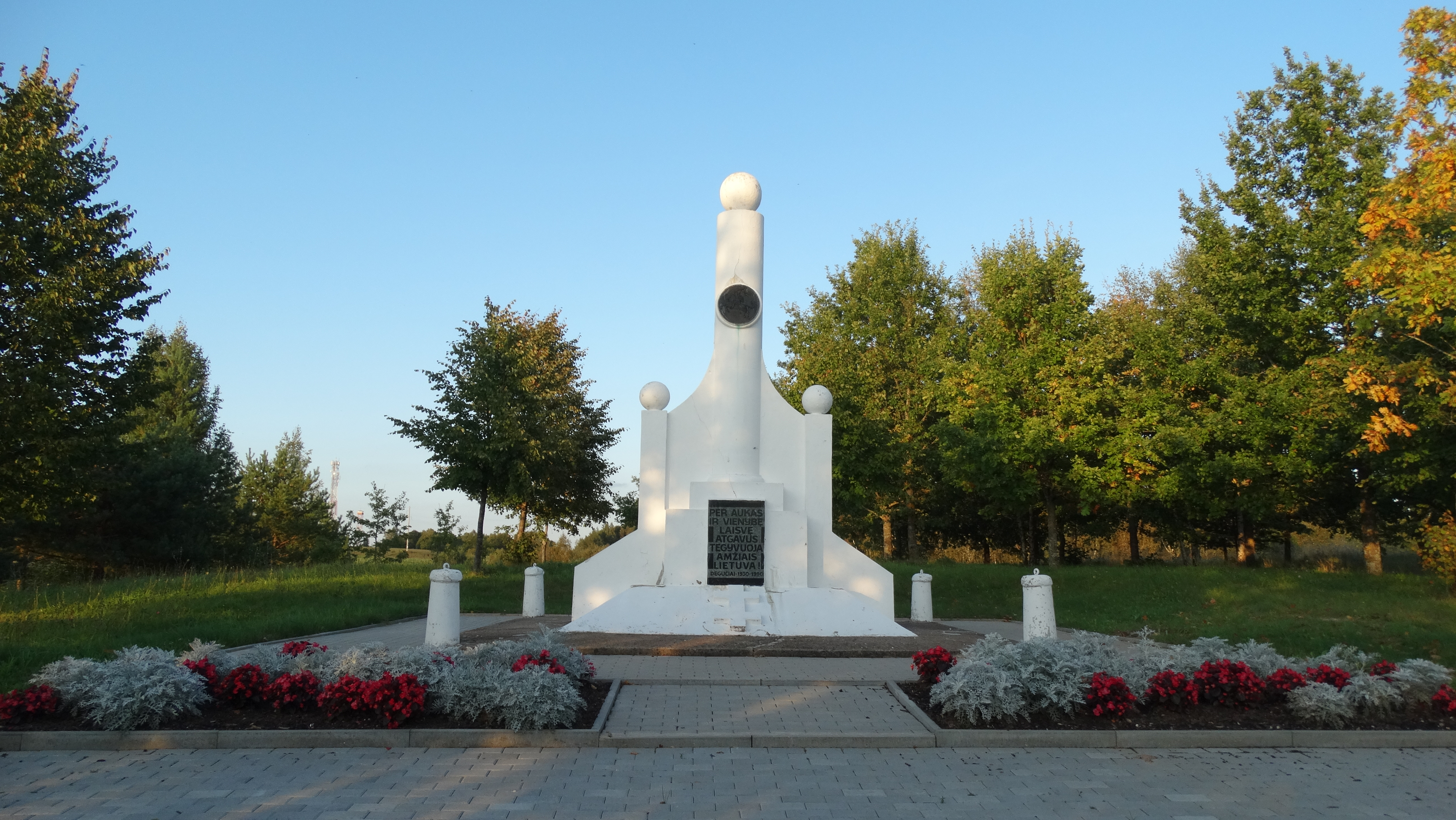
Памятник Независимости
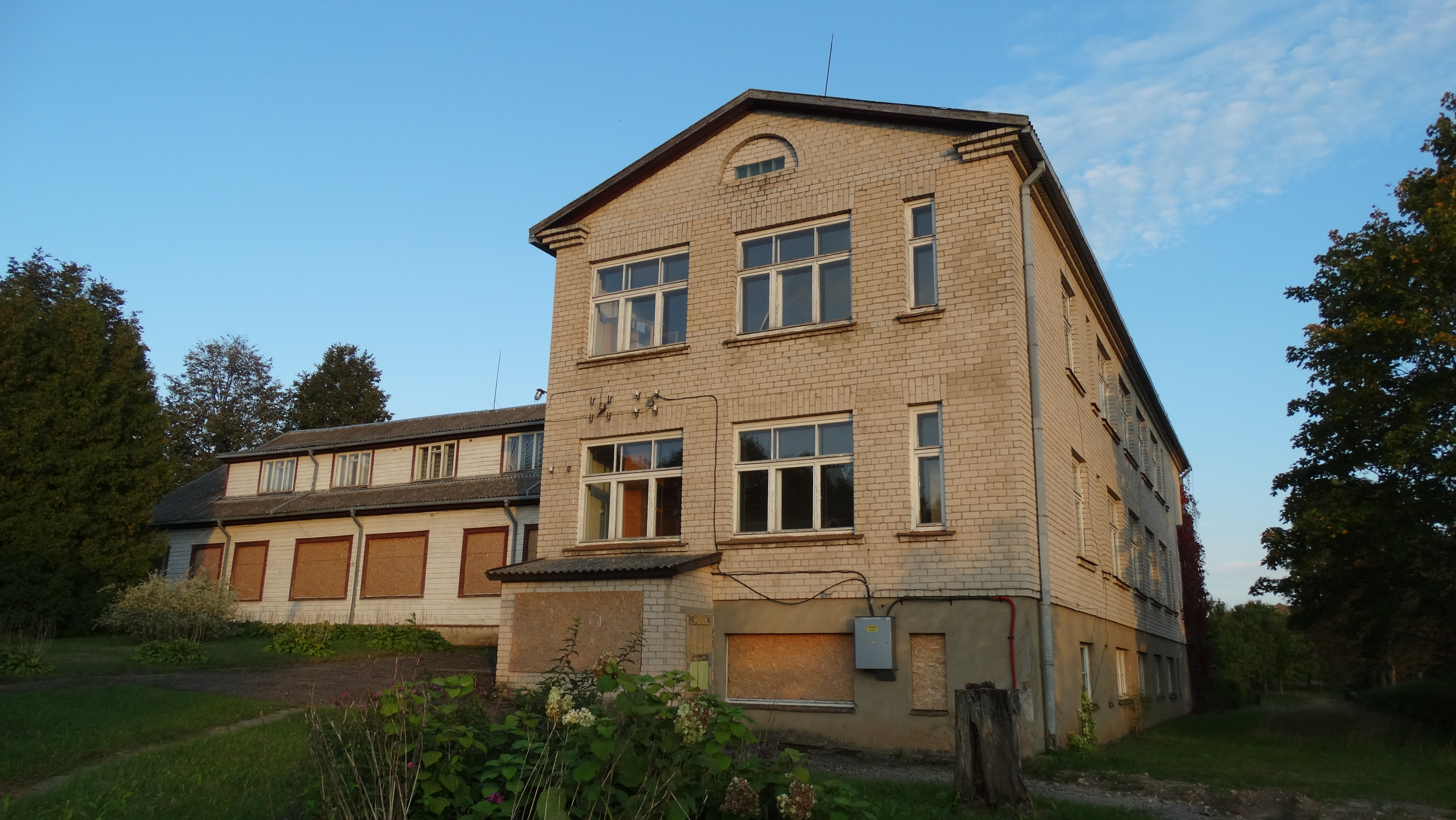
Дегучяйская школа
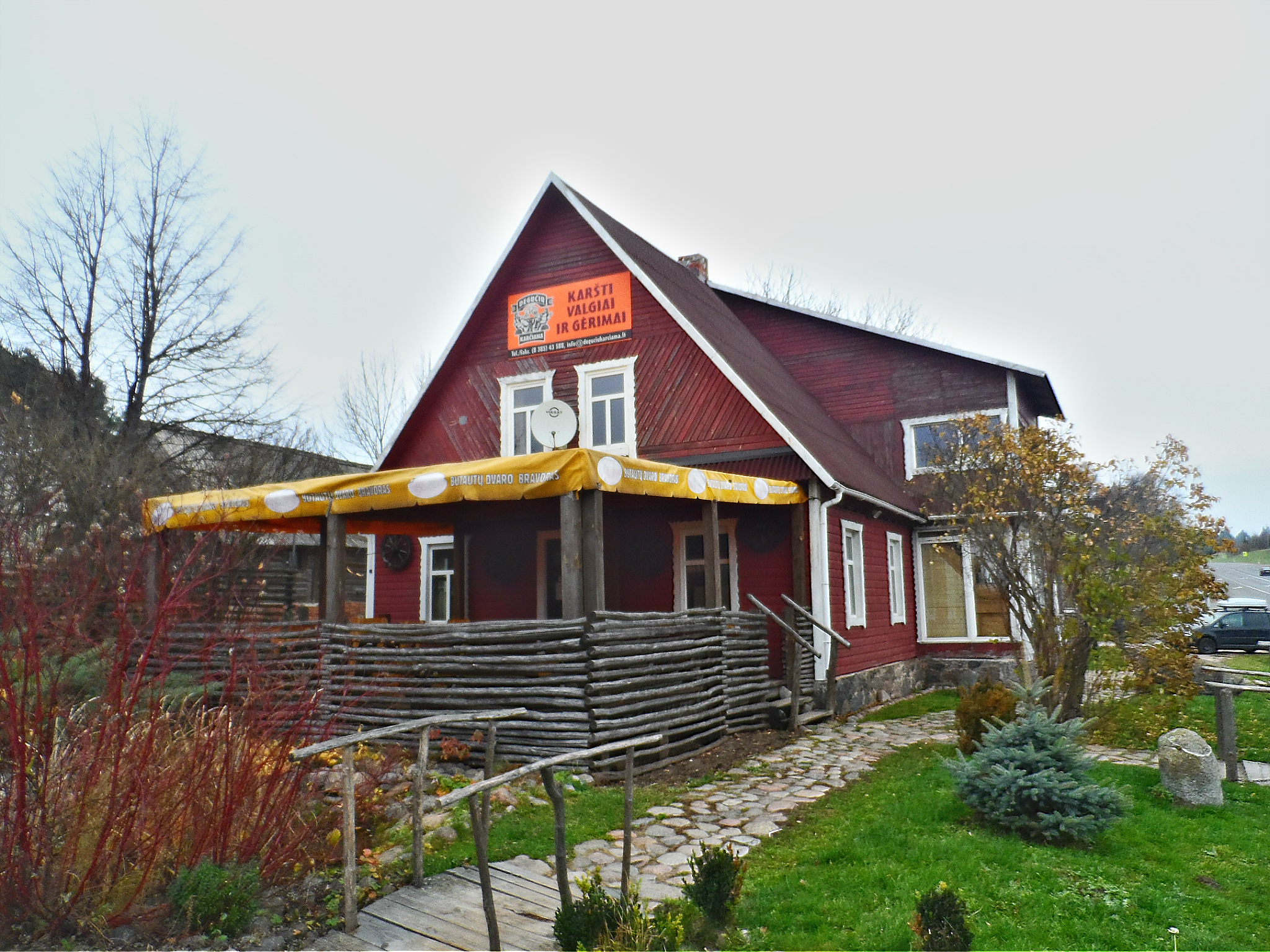
Кафе в Дегучяй
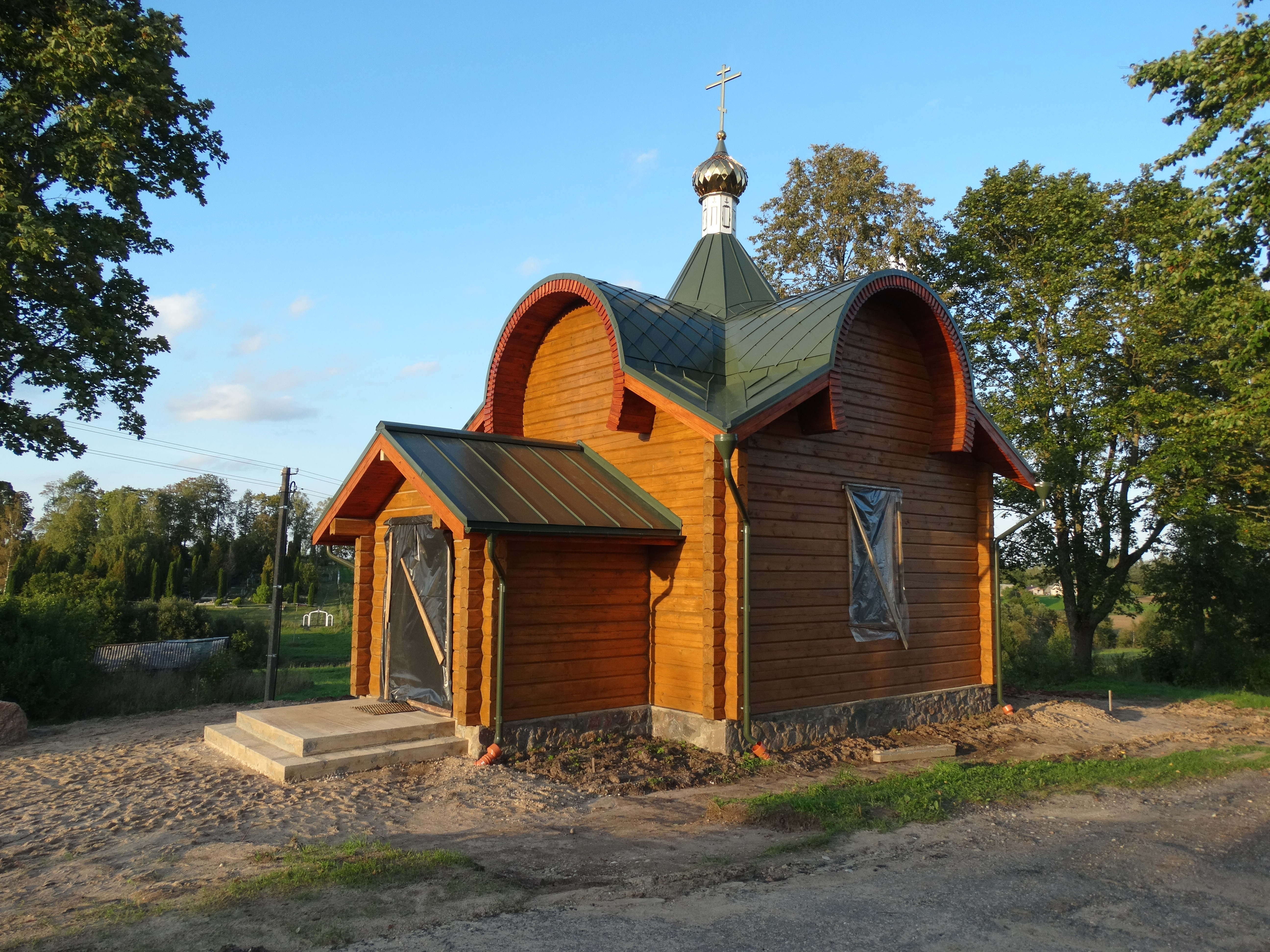
1 костёл староверов
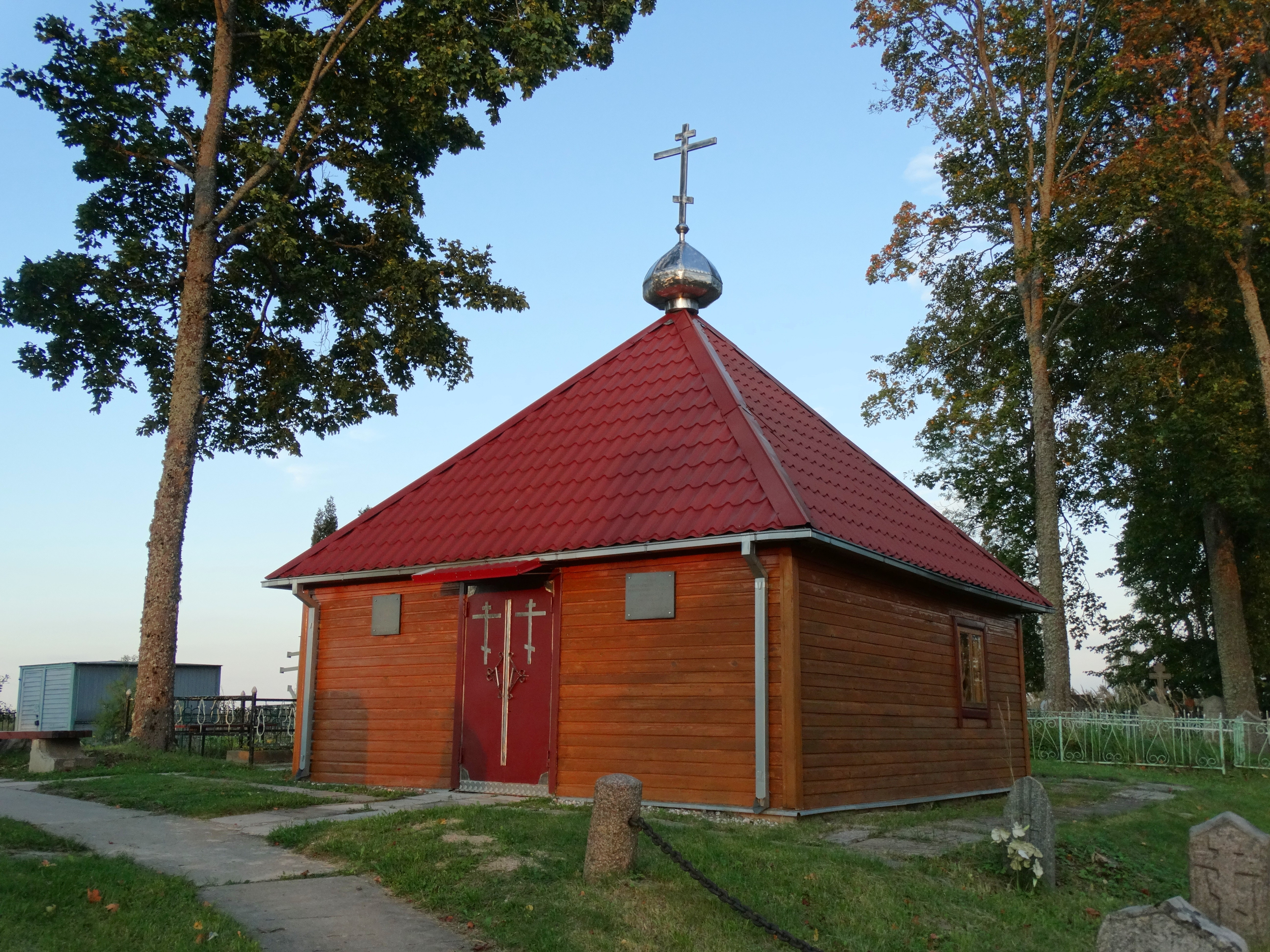
2 костёл староверов